# Rauschengesees
Rauschengesees ist ein kleines Rundlingsdorf am östlichen Rand des Thüringer Waldes.
Das Dorf hat 90 Einwohner (Stand Juni 2023) und ist heute ein Ortsteil der Gemeinde Remptendorf im Saale-Orla-Kreis.

## Geografie
Das Dorf zieht sich leicht oval an einem flachen Hang am Rand des Sormitztals entlang. Der Ort liegt zwar nur wenig abseits von der Bundesstraße 90, ist aber durch seine Lage und Form im Straßennetz nicht für den Durchgangsverkehr nutzbar. Dadurch bleibt die Ortschaft vom zunehmenden Straßenverkehr auch heute verschont. Die Gemarkung Rauschengesees ist mit einer Fläche von 462 ha ausgewiesen. Direkt angrenzende Ortschaften sind Gahma und Burglemnitz sowie das Gebiet der Stadt Leutenberg.

## Geschichte

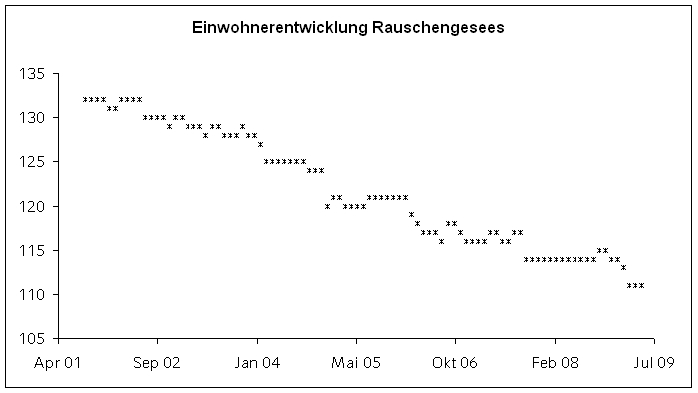
Einwohnerentwicklung von Rauschengesees seit 2001

Der Ort ist über 890 Jahre alt. Er wurde 1120 erstmals urkundlich als Ruceschesece erwähnt. Der Name deutet auf eine sorbische Herkunft hin. 1596 kam der Ort zur Herrschaft Burgk und wurde 1616 zur Herrschaft Greiz geschlagen, dem späteren Reuß/ältere Linie. Seitdem war Rauschengesees eine Enklave im Lobensteiner (Fürstentum Reuß jüngerer Linie) und Schwarzburger (Fürstentum Schwarzburg-Rudolstadt) Land. Im Jahr 1910 hatte die Ortschaft noch 146 Einwohner.
Während der Zeit der DDR gehörte Rauschengesees zum Kreis Lobenstein im Bezirk Gera. Nach 1990 war es Mitglied in der Verwaltungsgemeinschaft Saale-Sormitz-Höhen bis zur Eingemeindung durch die Gemeindegebietsreform in Thüringen vom 1. Juli 1999. Seither ist es ein Ortsteil der Gemeinde Remptendorf.

## Wappen
Das Gemeindewappen zeigt einen in schwarzem Grund festverwurzelten grünen Baum, der Hintergrund des Wappens ist gelb, und das gesamte Wappen hat einen schwarzen (manchmal auch weißen) Rand.

## Wirtschaft
Die Struktur des Ortes wurde geprägt durch seine landwirtschaftlichen Betriebe während der letzten Jahrhunderte. Auch während der Zeit der Zwangskollektivierung der Landwirtschaft blieben die Höfe der Bauern im LPG Typ I (Landwirtschaftliche Produktionsgenossenschaft) in privater Nutzung erhalten.
Die landwirtschaftlichen Flächen werden heute zum Teil wieder privat bearbeitet. Die Hauptnutzung erfolgt aber im freiwilligen kollektiven Zusammenschluss der bäuerlichen Betriebe. Eine große Rolle spielt auch die private Nutzung des Waldes.
Nur wenige Einwohner sind heute noch hauptberuflich in der Landwirtschaft tätig, die meisten Berufstätigen arbeiten in der Holzindustrie in Friesau sowie in anderen Betrieben in Saalfeld, Kronach oder Bad Lobenstein. Einer der wichtigsten Arbeitgeber im Landkreis ist heute auch das evangelische Pflegeheim Christopherushof in Altengesees.
Die Dorfanlage wurde in den letzten Jahren erneuert. Geprägt ist das Ortsbild durch die im Rundling angeordneten Häuser, die in der Mitte liegenden beiden Dorfteiche, welche durch eine Grünanlage getrennt sind und einen großen Kinderspielplatz.
Rauschengesees hat ein eigenes Lebensmittelgeschäft. Kirchlich gehört der kleine Ort zur evangelischen Kirchengemeinde Gahma.

## Persönlichkeiten
Aus Rauschengesees stammt der heute in Panketal (Gemeinde am nordöstlichen Rand von Berlin) wohnende Komponist Helmut Zapf. Er bekam von 1970 bis 1974 in der Kirche zu Gahma, vom damaligen Ortspfarrer Gerhard Voltz, seine ersten Unterweisungen im Orgelspiel.